# Abel Figueiredo
Abel Figueiredo est une municipalité brésilienne située dans l'État du Pará.